# Grand-Couronne
Grand-Couronne är en kommun i departementet Seine-Maritime i regionen Normandie i norra Frankrike. Kommunen ligger i kantonen Grand-Couronne som tillhör arrondissementet Rouen. År 2022 hade Grand-Couronne 9 722 invånare.

## Befolkningsutveckling
Antalet invånare i kommunen Grand-Couronne
| Referens: INSEE |